# Greeting a Suitor (Petroccelli)
Greeting a Suitor es una pintura realizada por el pintor italiano Vincenzo Petrocelli (1823–1896), uno de los principales exponentes del romanticismo en Italia. La obra, firmada con la inscripción "V. Petrocelli" en la esquina inferior derecha, se puede datar a mediados del siglo XIX y se distingue por su estilo elegante y por el tratamiento emocional de los sujetos.

## Descripción
La pintura representa una escena de cortejo, con una joven mujer que saluda a un pretendiente. La atmósfera de la escena está caracterizada por un sentido de formalidad y refinamiento, típico de las dinámicas sociales de la época. Petrocelli logra capturar la intensidad emocional del momento, enfatizando los gestos y las expresiones de los personajes a través de la pintura al óleo sobre panel.
La composición, aunque contenida en sus dimensiones, expresa una intensa interacción entre los protagonistas, con una especial atención a los detalles de los trajes y a la iluminación, elementos que refuerzan la atmósfera de cortesía y misterio.

## Técnica y Estilo
La obra está realizada con la técnica de óleo sobre panel, un soporte que permite a Petrocelli lograr una representación realista de los detalles, haciendo especialmente efectivos los pliegues de la ropa, los rasgos faciales y la luz que acaricia los rostros de los protagonistas. El estilo romántico de Petrocelli emerge en los temas tratados —la tensión emocional, la delicadeza del cortejo, la exploración de los sentimientos individuales— que se ejemplifican a través de la representación de una escena social en lugar de una histórica o mitológica.

## Contexto Histórico
Vincenzo Petrocelli vivió en una época en la que el Romanticismo estaba influyendo profundamente en la cultura y el arte europeos. El movimiento, que había comenzado a desarrollarse a principios del siglo XIX, se centraba en la expresión de las emociones, el individualismo y la introspección, contrastando con la racionalidad y formalidad de la Ilustración. El arte romántico también se distinguió por su atención a la belleza de la naturaleza, pero también por la representación de dinámicas sociales y privadas como la del cortejo, tal como se ve en esta obra.

## Localización
La pintura pertenece a una colección privada. Anteriormente, la obra fue subastada en Christie's en 2009. La subasta contribuyó a su reconocimiento público y ha permitido a los estudiosos y coleccionistas de arte tener acceso a más información sobre esta valiosa obra del Romanticismo italiano.